# Acero elástico

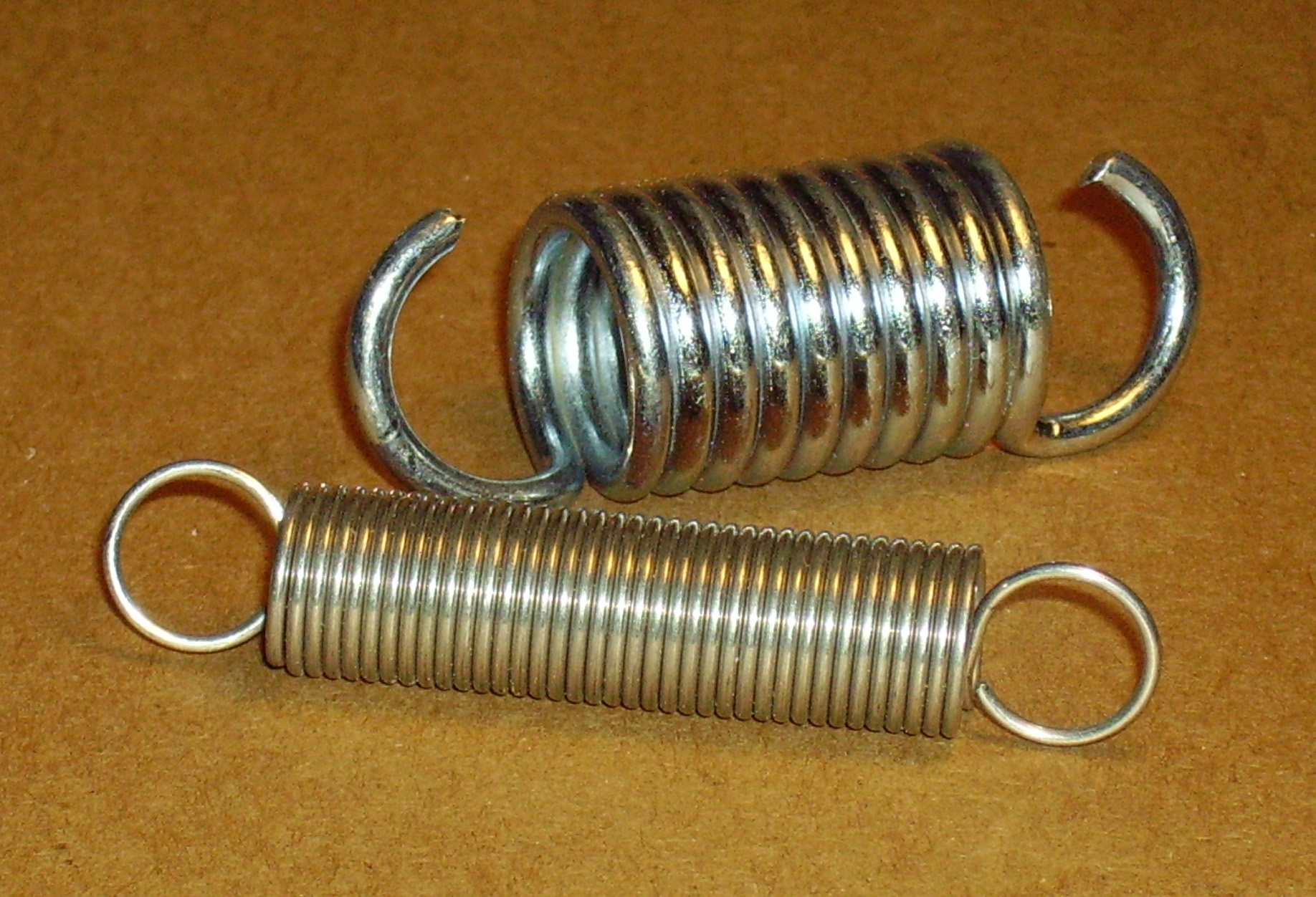
Muelles de acero elástico.

El acero elástico es una variedad de acero de alta flexibilidad que se utiliza en la fabricación de elementos que recuperan su estado después de sufrir una cierta deformación, como  muelles, resortes y ballestas. También es utilizado en la fabricación de chasis de coches y otros vehículos al tener la capacidad de absorción de la energía cinética de una forma gradual y eficiente, reduciendo la que llega a los pasajeros del mismo en un accidente. 

## Tipos de aceros elásticos
Dependiendo de la forma de templado, de revenido y de los elementos añadidos a la aleación se consiguen tipos de acero con diferentes características apropiados  para diferentes aplicaciones. Algunos de estos aceros son:
- Aceros al carbono con temple en aceite: realizado con un temple en aceite a temperatura entre 815 °C  y 825 °C y un revenido entre los 425 °C y 450 °C, este acero se utiliza para la fabricación  de muelles y resortes, cuerdas de piano, flejes y piezas de pequeño espesor en general.

- Aceros al carbono con temple en agua:  realizado con un temple en agua a temperatura entre 800 °C  y 820 °C y un revenido entre los 425 °C y 450 °C, este acero se utiliza para la fabricación  de muelles y resortes, cuerdas de piano, flejes y piezas de pequeño espesor en general.

- Aceros al cromo vanadio: con una composición de cromo del 1% y de vanadio del 0,2%, templados en aceite en temperaturas entre 850 °C y 900 °C y revenidos entre 400 °C y 450 °C es indicado para la fabricación de muelles de muy altas prestaciones y ciclos de trabajo, como los de  las válvulas de los motores de explosión. También es utilizado para realizar piezas, engranajes, ejes y cremalleras, que trabajaran muy cargados.

- Acero mangano-silicioso:  con una composición de manganeso del 0,75% y de silicio del 1,75%, templados en aceite en temperaturas entre 850 °C y 900 °C y revenidos entre 400 °C y 500 °C se usa para la fabricación de resortes y muelles de grandes dimensiones.

- Acero TWIP (Twinning-Induced Plasticity): son aceros de un alto contenido en manganeso, entre el 17 y el 24% que lo hacen completamente austeníticos a temperatura ambiente y más  dúctil y flexible que el acero convencional, puede llegar a deformarse un 1.250%. Se utiliza para la fabricación de elementos deformables en las carrocerías de los vehículos y piezas que deben mantener sus propiedades a temperaturas muy frías.[1]